# Teddy Larsson
Teddy Bo Larsson, född 1 maj 1969, är en svensk officer i Armén.

## Biografi
Larsson inledde 1989 sin militära karriär i Armén som värnpliktig vid Norrlands dragonregemente (K 4). Åren 2014–2016 var han chef för Arméns jägarbataljon. Åren 2017 var han kontingentschef för den svenska truppstyrkan Mali 06 i MINUSMA. Åren 2019–2021 var han chef för genomförandeavdelningen på Arméstaben. Den 20 september 2021 tillträdde Larsson som regementschef för Norrlands dragonregemente, med ett förordnande längst till den 30 september 2025.